# Зудали
Зудали (груз. ზუდალი) — село в Грузии, на территории Онского муниципалитета края (мхаре) Рача-Лечхуми и Нижняя Сванетия.

## География
Село находится в северной части Грузии, на левом берегу реки Хеори, вблизи места впадения её в Риони, на расстоянии приблизительно 4 километров (по прямой) к западо-юго-западу от города Они, административного центра муниципалитета. Абсолютная высота — 749 метров над уровнем моря.

## Население
По результатам официальной переписи населения 2014 года, в Зудали проживало 32 человека (17 мужчин и 15 женщин). В национальной структуре населения грузины составляли 100 %.
| Год  | Население, человек |
| ---- | ------------------ |
| 2002 | 38                 |
| 2014 | ↘ 32               |